# Chandler Thompson
John Chandler Thompson (ur. 2 lutego 1970 w Muncie) – amerykański koszykarz występujący na pozycjach rzucającego obrońcy lub niskiego skrzydłowego.
W 1988 zajął drugie miejsce w głosowaniu na najlepszego zawodnika szkół średnich stanu Indiana (Indiana Mr. Basketball).
W 2006 zajął drugie miejsce w głosowaniu na MVP sezonu ABA.

## Osiągnięcia
Na podstawie, o ile nie zaznaczono inaczej.
NCAA
- Uczestnik rozgrywek Sweet 16 turnieju NCAA (1990)
- Mistrz:
  - turnieju konferencji Mid American (MAC – 1990)
  - sezonu regularnego MAC (1990)
- Zaliczony do:
  - I składu All-NCAA West Regional (1990)
  - NIT All-Star Team (1990)
  - składu honorable mention przy wyborze Blue Ribbon College Basketball All-America Team (1990)

Drużynowe
- Wicemistrz Pucharu Koracia (1999)
- Zdobywca pucharu Hiszpanii (2000)

Indywidualne
- Zaliczony do:
  - I składu ABA (2006)
  - składu honorable mention ABA All-Playoffs (2006)
- Uczestnik meczu gwiazd ligi:
  - włoskiej (1992)
  - hiszpańskiej (1996–1998)
- Zwycięzca konkursu wsadów:
  - ligi włoskiej (1992, 1994)
  - hiszpańskiej ligi ACB (1993, 1995, 1996, 1998)
- Lider ACB w przechwytach (1999)
- MVP kolejki:
  - ABA (10.11.2005)
  - ACB (24 – 1993/1994, 1 – 1994/1995)